# Ferrari F12berlinetta
Ferrari F12 Berlinetta (někdy také neoficiálně nazývané F12 Berlinetta nebo jen F12) byl ve své době nejvýkonnější sériově vyráběný model Ferrari určený pro běžné silnice. Jedná se o automobil kategorie Grand Turismo klasické konstrukce s motorem vpředu a poháněnou zadní nápravou. Jeho atmosférický motor V12 s objemem válců 6.3 litru vyhrál v roce 2013 soutěž Motor roku v kategorii Nejlepší motor nad 4.0 litru. Automobil také vyhrál cenu "Superautomobil roku 2012" udělovanou motoristickým magazínem Top Gear. Automobil nahradil předchozí typ Ferrari 599 GTB Fiorano a výroba tohoto modelu probíhala v letech 2012–2017. V roce 2017 byla F12 Berlinetta nahrazena modelem 812 Superfast.